# دهستان سرفاریاب
سرفاریاب،شهری است از توابع بخش سرفاریاب شهرستان چرام در استان کهگیلویه و بویراحمد ایران.

## جمعیت
براساس سرشماری سال ۱۳۹۵ جمعیت آن ۱۱۲۵۸نفر بوده‌است.